# Bowdle
Bowdle és una població dels Estats Units a l'estat de Dakota del Sud. Segons el cens del 2000 tenia 571 habitants.

## Demografia
Segons el cens del 2000, Bowdle tenia 571 habitants, 244 habitatges, i 148 famílies. La densitat de població era de 349,9 habitants per km².
Dels 244 habitatges en un 23,8% hi vivien nens de menys de 18 anys, en un 54,1% hi vivien parelles casades, en un 5,3% dones solteres, i en un 39,3% no eren unitats familiars. En el 37,7% dels habitatges hi vivien persones soles el 25% de les quals corresponia a persones de 65 anys o més que vivien soles. El nombre mitjà de persones vivint en cada habitatge era de 2,19 i el nombre mitjà de persones que vivien en cada família era de 2,93.
Per edats la població es repartia de la següent manera: un 22,2% tenia menys de 18 anys, un 5,3% entre 18 i 24, un 19,1% entre 25 i 44, un 17,9% de 45 a 60 i un 35,6% 65 anys o més.
L'edat mediana era de 47 anys. Per cada 100 dones de 18 o més anys hi havia 85 homes.
La renda mediana per habitatge era de 25.417 $ i la renda mediana per família de 34.091 $. Els homes tenien una renda mediana de 23.750 $ mentre que les dones 17.500 $. La renda per capita de la població era de 14.756 $. Entorn del 12,3% de les famílies i el 16,3% de la població estaven per davall del llindar de pobresa.

## Poblacions més properes
El següent diagrama mostra les poblacions més properes.